# Fulcinini
Tribu
Les Fulcinini sont une tribu d'insectes de la sous-famille des Nanomantinae (famille des Iridopterygidae, ordre des Mantodea).

## Liste des genres
- Calofulcinia Giglio-Tos, 1915
- Fulcinia Stål, 1877
- Fulciniella Giglio-Tos, 1915
- Fulciniola Giglio-Tos, 1915
- Hedigerella Werner, 1933
- Nannofulcinia Beier, 1965
- Pilomantis Giglio-Tos, 1915
- Tylomantis Westwood, 1889